# Ernst Georg Joachim Fürsen
Ernst Georg Joachim Fürsen (* 5. Dezember 1754 in Schleswig; † 28. November 1833 in Tangsholm auf Alsen) war ein Hardesvogt und dänischer Etatsrat.

## Leben und Wirken
Ernst Georg Joachim Fürsen war ein Sohn des königlich dänischen Leibmedikus Joachim Fürsen und dessen Ehefrau Magdalena Benedicte Friederike Dreyer (1733–1821). Er hatte zwei Schwestern und den Bruder Johann Nikolaus Fürsen.
Fürsen studierte Rechtswissenschaften an der Universität Kiel und der Universität Göttingen. Ab 1777 arbeitete er als Advokat für das Ober- und Landgericht in Schleswig. Als Hardesvogt übernahm er von 1784 bis 1792 die Verwaltung der Norderharde und der Ekenerharde. 1825 wurde er in hohem Alter an der Kieler Universität zum Dr. jur. promoviert.

## Familie
Am 28. Mai 1785 heiratete Fürsen die Pastorentochter Flemine Katharina Nyland (* 3. März 1768 in Hagenberg), die am 20. April 1789 in Tangsholm starb. Am 19. Februar 1790 heiratete er danach Christiane Margareta Dorothea Gülich (1773–1794). Eine dritte Ehe schloss er am 4. Februar 1797 mit Margareta Dorothea Augustine Bauer (1773–1797).
Fürsen hatte insgesamt sieben Söhne und vier Töchter. Von den Söhnen nennenswert in Erscheinung traten Cai Werner Fürsen (1806–1862) als Hardesvogt und Johann Nikolaus von Fürsen-Bachmann (1798–1894) als Oberst.